# Eldoret
Eldoret es una localidad de Kenia, con estatus de municipio, capital del condado de Uasin Gishu.
Tiene 289 380 habitantes según el censo de 2009, lo que la convierte en la quinta localidad más poblada del país. Se sitúa en una meseta templada en plena línea ecuatorial a 2095 metros sobre el nivel del mar lo que le confiere un clima agradable a lo largo de todo el año.
Centro comercial y agropecuario de importancia regional debido principalmente a estar a la mitad del camino de la carretera que une Nairobi con la capital ugandesa Kampala, así como con la ciudad keniana de Kisumu a orillas del Lago Victoria.
Es sede de la diócesis católica de Eldoret bajo el obispo Cornelius Korir) y de la Moi University.

## Demografía
Los 289 380 habitantes del municipio se reparten así en el censo de 2009:
- Población urbana: 252 061 habitantes (127 808 hombres y 124 253 mujeres)
- Población periurbana: 37 319 habitantes (18 788 hombres y 18 531 mujeres)
- Población rural: no hay áreas rurales en este municipio

## Historia
Las comunidades pastoriles de la cultura Sirikwa fueron las primeras en ocupar la zona donde se encontraba Eldoret hacia 1750. Las comunidades Sirikwa fueron desplazadas por los Masái y posteriormente por los grupos de etnia Nandi. Las comunidades Nandi, al tener suficiente control de la zona, se dedicaron al trueque y al comercio con grupos árabes a lo largo de la ruta norte de caravanas hacia el golfo de Winam, antiguamente conocido como Kavirondo, donde se encuentran varios asentamientos portuarios hacia el Lago Victoria.

## Transporte
El municipio está atravesado de noroeste a sur por la carretera A104, que une Uganda con Tanzania pasando por Nairobi. Al noroeste, la A104 lleva a Webuye y Bungoma. Al sur, lleva a Nakuru, Nairobi, Athi River y Kajiado. Unos kilómetros al norte de Eldoret sale de la A104 la carretera B2, que lleva a Kitale pasando por Moi's Bridge. Al este sale la B53-B54, que es una ruta alternativa a la A104 para ir a Nairobi. Al noreste sale la C51, que lleva a Iten, y de la que salen rutas alternativas para ir a Kitale: C48 y C50. Al suroeste sale la C39, que lleva al condado de Vihiga pasando por Kapsabet.
Eldoret alberga el Aeropuerto Internacional de Eldoret, uno de los aeropuertos internacionales del país.

## Localidades hermanadas
- Ithaca, Nueva York, Estados Unidos[8]
- Minneapolis, Minnesota, Estados Unidos (2000)[9]

## Clima
| Parámetros climáticos promedio de Eldoret (1961–1990) | Parámetros climáticos promedio de Eldoret (1961–1990) | Parámetros climáticos promedio de Eldoret (1961–1990) | Parámetros climáticos promedio de Eldoret (1961–1990) | Parámetros climáticos promedio de Eldoret (1961–1990) | Parámetros climáticos promedio de Eldoret (1961–1990) | Parámetros climáticos promedio de Eldoret (1961–1990) | Parámetros climáticos promedio de Eldoret (1961–1990) | Parámetros climáticos promedio de Eldoret (1961–1990) | Parámetros climáticos promedio de Eldoret (1961–1990) | Parámetros climáticos promedio de Eldoret (1961–1990) | Parámetros climáticos promedio de Eldoret (1961–1990) | Parámetros climáticos promedio de Eldoret (1961–1990) | Parámetros climáticos promedio de Eldoret (1961–1990) |
| Mes                                                   | Ene.                                                  | Feb.                                                  | Mar.                                                  | Abr.                                                  | May.                                                  | Jun.                                                  | Jul.                                                  | Ago.                                                  | Sep.                                                  | Oct.                                                  | Nov.                                                  | Dic.                                                  | Anual                                                 |
| ----------------------------------------------------- | ----------------------------------------------------- | ----------------------------------------------------- | ----------------------------------------------------- | ----------------------------------------------------- | ----------------------------------------------------- | ----------------------------------------------------- | ----------------------------------------------------- | ----------------------------------------------------- | ----------------------------------------------------- | ----------------------------------------------------- | ----------------------------------------------------- | ----------------------------------------------------- | ----------------------------------------------------- |
| Temp. máx. abs. (°C)                                  | 29.5                                                  | 29.1                                                  | 30.6                                                  | 28.9                                                  | 27.8                                                  | 28.0                                                  | 27.2                                                  | 25.2                                                  | 27.0                                                  | 27.2                                                  | 27.3                                                  | 27.5                                                  | 30.6                                                  |
| Temp. máx. media (°C)                                 | 25.3                                                  | 26.0                                                  | 25.9                                                  | 24.5                                                  | 23.5                                                  | 22.7                                                  | 21.4                                                  | 21.8                                                  | 23.3                                                  | 23.9                                                  | 23.7                                                  | 23.9                                                  | 23.8                                                  |
| Temp. media (°C)                                      | 17.1                                                  | 17.6                                                  | 18.0                                                  | 17.0                                                  | 16.9                                                  | 15.9                                                  | 15.5                                                  | 15.7                                                  | 16.0                                                  | 16.9                                                  | 17.0                                                  | 16.8                                                  | 16.7                                                  |
| Temp. mín. media (°C)                                 | 8.5                                                   | 8.8                                                   | 9.7                                                   | 8.9                                                   | 10.3                                                  | 9.0                                                   | 9.4                                                   | 9.3                                                   | 8.6                                                   | 9.5                                                   | 10.1                                                  | 9.4                                                   | 9.3                                                   |
| Temp. mín. abs. (°C)                                  | 1.6                                                   | 2.6                                                   | 3.4                                                   | 5.0                                                   | 4.9                                                   | 1.1                                                   | 2.8                                                   | 5.0                                                   | 4.4                                                   | 1.1                                                   | 2.2                                                   | 3.6                                                   | 1.1                                                   |
| Precipitación total (mm)                              | 29                                                    | 40                                                    | 57                                                    | 150                                                   | 124                                                   | 104                                                   | 172                                                   | 196                                                   | 87                                                    | 48                                                    | 50                                                    | 46                                                    | 1103                                                  |
| Días de precipitaciones (≥ 0.2 mm)                    | 5                                                     | 5                                                     | 8                                                     | 15                                                    | 15                                                    | 13                                                    | 19                                                    | 21                                                    | 11                                                    | 9                                                     | 9                                                     | 7                                                     | 137                                                   |
| Horas de sol                                          | 276                                                   | 260                                                   | 267                                                   | 243                                                   | 233                                                   | 228                                                   | 183                                                   | 180                                                   | 225                                                   | 242                                                   | 222                                                   | 273                                                   | 2832                                                  |
| Humedad relativa (%)                                  | 57                                                    | 57                                                    | 59                                                    | 70                                                    | 73                                                    | 76                                                    | 76                                                    | 78                                                    | 70                                                    | 65                                                    | 67                                                    | 62                                                    | 67.5                                                  |
| Fuente n.º 1: Deutscher Wetterdienst                  |                                                       |                                                       |                                                       |                                                       |                                                       |                                                       |                                                       |                                                       |                                                       |                                                       |                                                       |                                                       |                                                       |
| Fuente n.º 2: Danish Meteorological Institute         |                                                       |                                                       |                                                       |                                                       |                                                       |                                                       |                                                       |                                                       |                                                       |                                                       |                                                       |                                                       |                                                       |